# 墨西哥航空940號班機空難
墨西哥航空940號班機（MX940）是一班由墨西哥城經巴亚尔塔港、馬薩特蘭飛往洛杉磯的定期班機。1986年3月31日，一架註冊編號為XA-MEM的波音727-200執行該班機，飛行15分鐘後即在墨西哥中部的東馬德雷山脈撞山墜毀。

## 失事客機
當天執行940號班機的是一架波音727-264改進型，生產序列號22414，生產線編號1748，1981年出廠，裝配三台普惠JT8D-17R發動機。

## 事發經過
MX940號班機由機長卡洛斯·瓜達拉馬·西斯托斯駕駛，他的累計飛行時間約為15,000小時。機組人員還包括副機長、飛航工程師及5名乘務員。159名乘客中包括機長的妻子及兩個兒子。當地時間8時50分，該班機從墨西哥城起飛。9時05分，機身發生爆炸，瓜達拉馬機長決定返航墨西哥城。返航途中，飛機燃油洩漏並起火，最終在9000英尺高處失控墜毀於東馬德雷山脈。機上167人在飛機撞山時全部死亡。事發現場有居民稱“（飛機）後面冒出濃煙，然後我看到火光沖天。突然這架飛機爆炸了，並斷成兩截。”。事發後，當地村民盜走了遇難者的一些物品。當地警察與墨西哥陸軍亦被派往事發地點。

## 調查

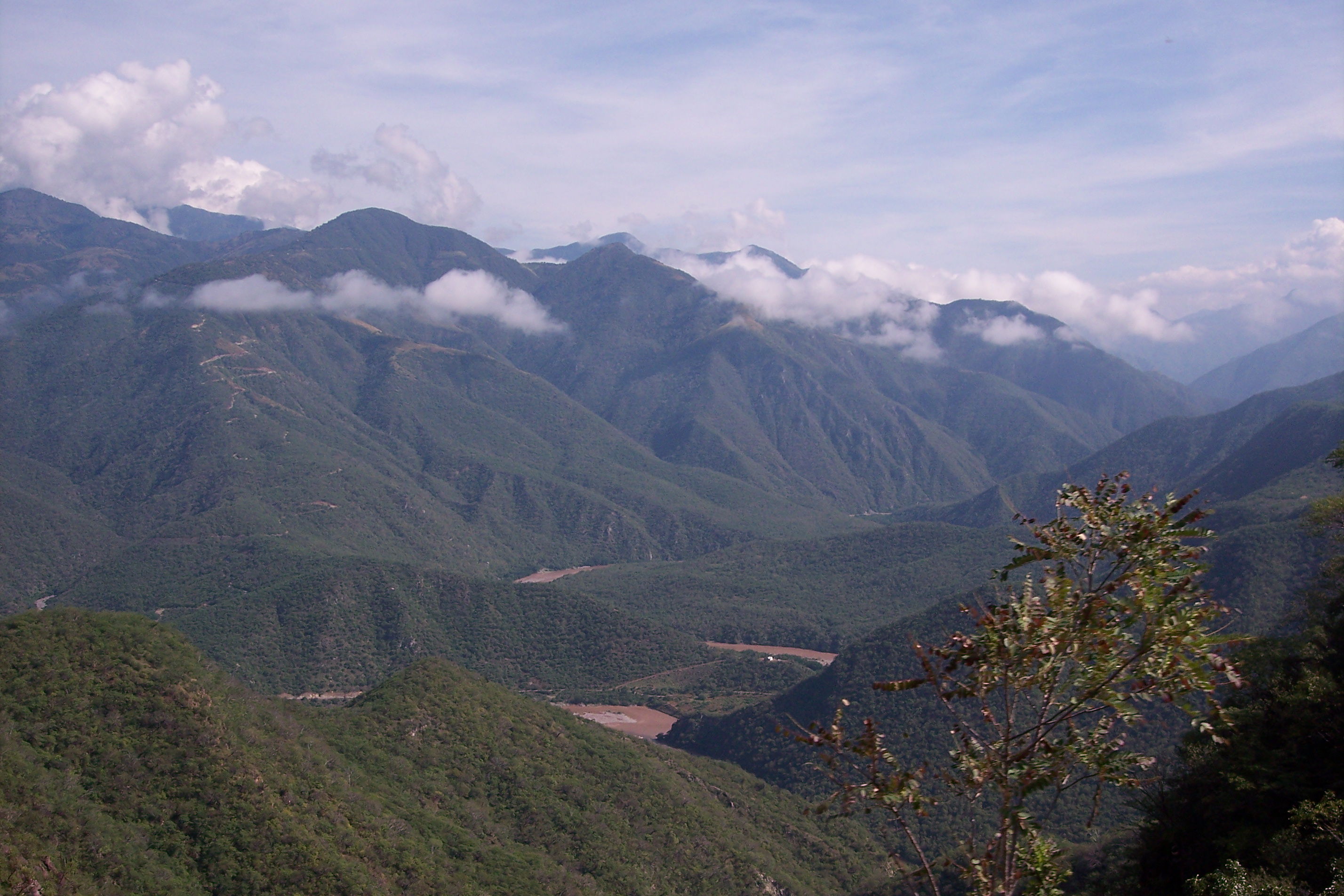
事發地點

起初，兩個中東恐怖組織宣稱為此次空難負責，他們起草的一封匿名信稱此次空難是針對美國採取的自殺性報復行動。然而蓄意破壞的可能性不久之後即被排除，美國國家運輸安全委員會和墨西哥航空部門發現失事客機中部起落架輪胎充入的是壓縮空氣，而非氮氣，且有過熱痕跡。事後的調查顯示，起落架制動失效導致了輪胎過熱，從而使輪胎內的空氣發生反應，引發爆胎。
墨西哥航空的維修人員因保養疏忽、在輪胎中充入壓縮空氣（而不是氮氣）而備受指責。此次空難至今仍為墨西哥最嚴重的空難，也是涉及波音727的最嚴重空難。飛行途中起火的原因則可能是輪胎碎片刺穿燃油管線。

## 類似事故
- 法國航空4590號班機：同樣是因爆胎導致飛機失火，不同的是爆胎是輾過異物所致。

## 外部連結
- Airdisaster.com （页面存档备份，存于）
- Planecrashinfo.com（页面存档备份，存于）